# Donji Vijačani
Donji Vijačani (cyr. Доњи Вијачани) – wieś w Bośni i Hercegowinie, w Republice Serbskiej, w gminie Prnjavor. W 2013 roku liczyła 1195 mieszkańców.